# Mariolina De Fano
Mariolina De Fano, parfois créditée Maria De Fano, (née le 14 octobre 1940 à Bari et morte dans la même ville le 18 août 2020) est une actrice italienne.

## Filmographie
- 1993 : Sans pouvoir le dire (Dove siete? Io sono qui) de Liliana Cavani
- 1997 : Fuochi d'artificio de Leonardo Pieraccioni
- 2000 : Tutto l'amore che c'è de Sergio Rubini : Tante Rosa